# Pi1 Pegasi
Pi1 Pegasi (π1 Pegasi / π1 Peg / 27 Pegasi) es una estrella en la constelación de Pegaso de magnitud aparente +5,60.
Forma una doble óptica con Pi2 Pegasi, si bien las dos estrellas no están gravitacionalmente unidas. La distancia real entre ellas es de 31 años luz (47 000 UA), pero se mueven a través del espacio en direcciones diferentes y con velocidades distintas, lo que descarta que formen un verdadero sistema binario.
Distante 283 años luz del sistema solar, Pi1 Pegasi es una gigante amarilla de tipo espectral G6III con una temperatura efectiva de 4790 K. Brilla con una luminosidad 51 veces mayor que la luminosidad solar y su radio es 10 veces más grande que el del Sol. Rota lentamente con una velocidad de rotación proyectada de 6 km/s, lo que da lugar a un largo período de rotación que puede ser de hasta 89 días.
Su contenido metálico es claramente inferior al solar, siendo su índice de metalicidad [Fe/H] = -0,22.
Con una masa casi doble de la del Sol, Pi1 Pegasi es una de las muchas gigantes visibles en el cielo nocturno en cuyo interior tiene lugar la fusión nuclear del helio. Tiene una edad estimada de 1300 millones de años.
Cerca de ella se pueden observar cuatro estrellas tenues cuyo brillo está comprendido entre magnitud 10 y 12; sin embargo, ninguna de ellas está físicamente ligada a Pi1 Pegasi.